# ألفونس دس ديسغاردين (سياسي)
ألفونس دس ديسغاردين هو صحفي وشخصية أعمال ومحامي وسياسي كندي، ولد في 6 مايو 1841 في تيربون في كندا، وتوفي بنفس المكان في 4 يونيو 1912. نشط حزبياً في حزب كندا المحافظ. وقد انتخب عضو مجلس الشيوخ الكندي ‏ وانتخب عضو مجلس العموم الكندي وانتخب عمدة مونتريال ‏ (1893 – 1894).